# Gaston Marchant

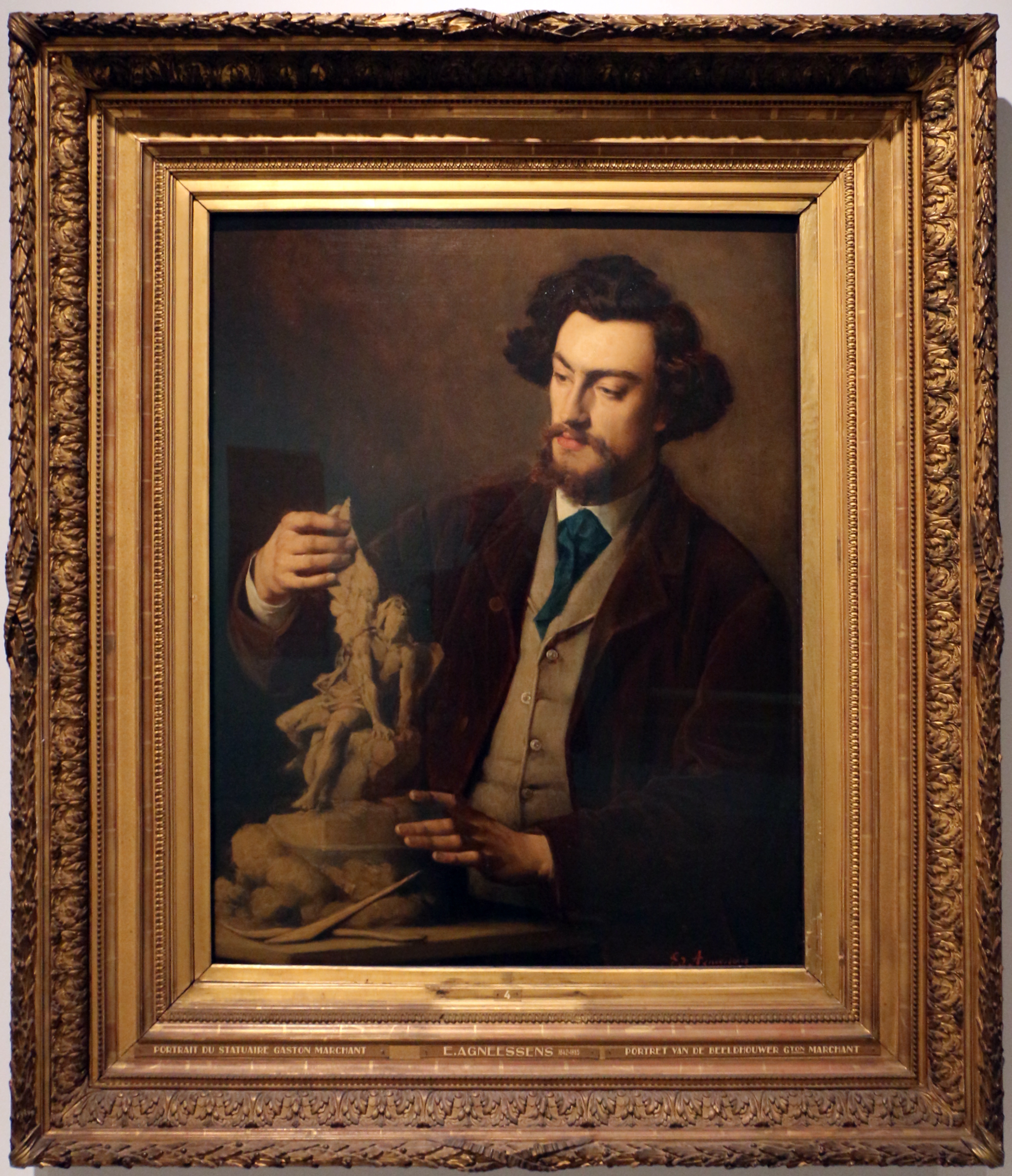
Gaston Marchant

Gaston Marchant (Les Sables-d'Olonne, 14 december 1843 – Rome, 12 december 1873) was een Belgisch beeldhouwer.

## Leven en werk
Over Gaston Marchant is weinig bekend. Hij was een leerling van Eugène Simonis. In 1869 won hij de Prijs van Rome voor beeldhouwkunst met een bas-reliëf “Geseling van Christus voor Pilatus”.
In 1873 verbleef hij in Rome samen met Paul De Vigne, Xavier Mellery en Ernest Dieltiens.
Hij werd er ziek en stierf aan tbc op 30-jarige leeftijd. Monseigneur François-Xavier de Merode waakte aan zijn sterfbed en zorgde ook voor fondsenwerving voor een grafmonument. Paul De Vigne maakte hiervoor een bronzen buste die op een zwarte marmersteen op het kerkhof van Verano in Rome werd geplaatst (nu verdwenen).
Het Koninklijk Museum voor Schone Kunsten in Brussel bezit een portret van Gaston Marchant geschilderd door Edouard Agneessens. Hetzelfde museum bezit ook een buste in gips gemaakt door Paul De Vigne dat als model diende voor het grafmonument.
Het enig bekende werk van Gaston Marchant is een buste van Romolo Koelman, een Nederlands schilder (1847-1912). Het Koninklijk Museum voor Schone Kunsten in Brussel bezit een exemplaar in gips en in brons. Romolo Koelman was de zoon van de schilder Johan Hendrik Koelman (1820-1887) van wie de Belgen in Rome ateliers huurden in de Via dell’Olmata, waar ook Gaston Marchant verbleef.
Het Museum voor Schone Kunsten in Brussel bezat ook een gipsen Demosthenes, een kopie van een antiek beeld die Gaston Marchant maakte in de Vaticaanse musea tijdens zijn verblijf in Rome. Dit beeld is blijkbaar verloren of vernietigd (cf. J. Van Lennep)